# Kop (muziekinstrument)
De kop van een snaarinstrument is het uiteinde van de hals waar meestal de stemmechanieken ingebouwd zijn. De overgang tussen de hals en de kop wordt ook wel topkam genoemd.

## Gitaar

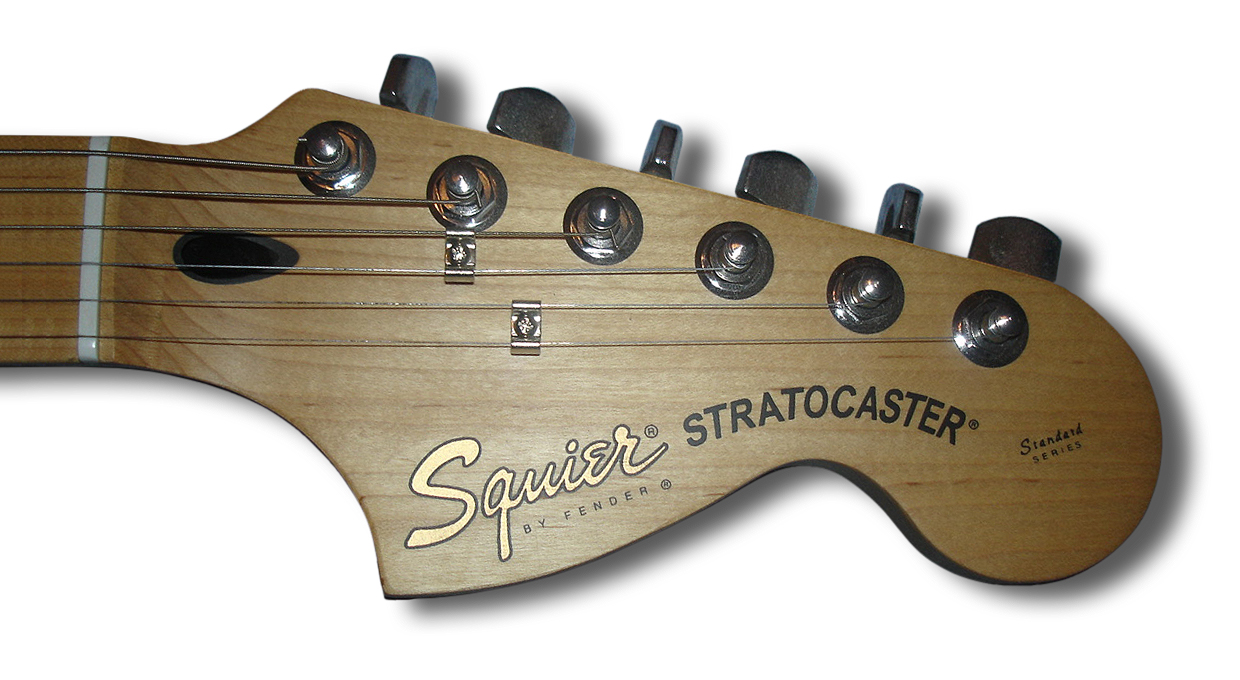
Typerende kop van een elektrische gitaar

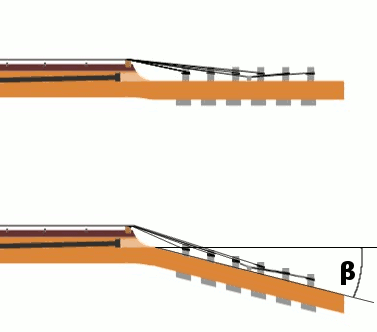
2 verschillende typen, straight en angled.

### Merkspecifieke Kopcontouren

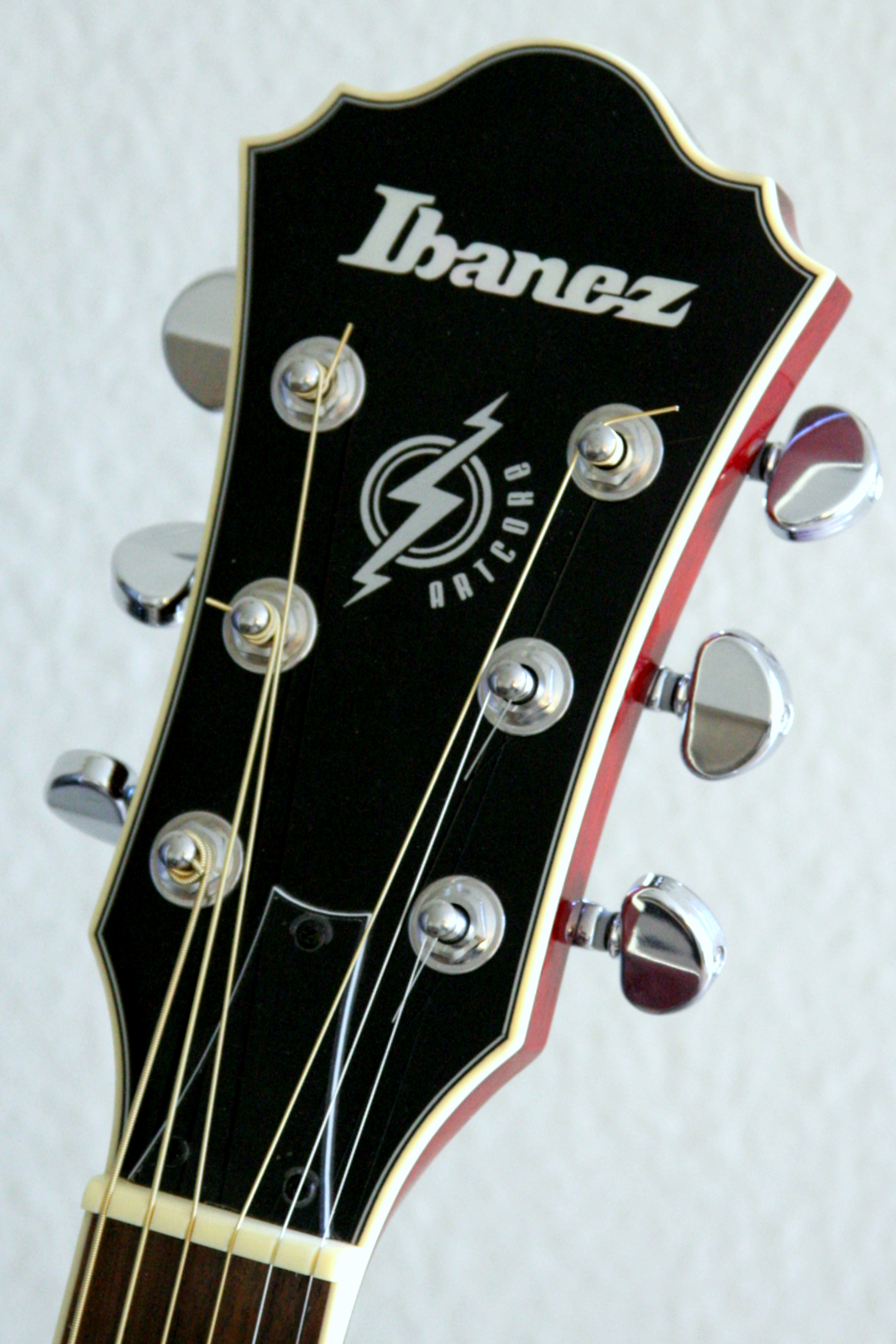
ARTCORE serie, Ibanez

#### Fender

Fender Telecaster
Fender Stratocaster
Fender Stratocaster (ook gebruikt voor alle andere Fender-gitaren uitgezonderd de telecaster in de periode 1966-1981)
Gibson Firebird
Washburn N-serie (reverse)
Floyd Rose

#### Klassiek 3+3 koppen

Gibson Les Paul, 1960
ESP EC-serie
PRS
PRS, Santana 3 model
Gibson Flying V, 1958
Rickenbacker

#### Puntige contur0, 6 op een rij

ESP
Ibanez
Jackson
Washburn